# Iva Ciglar
Iva Ciglar (ur. 12 grudnia 1985 w Slavonskim Brodzie) – chorwacka koszykarka.

## Kluby
- ŽKK Medvescak (2001-2004)[1]
- Florida International (2005-2009)[1]
- Merkur Celje (2008-2009)[1]
- Szeviep Szeged (2009-2010)[1]
- Spartak St. Petersburg (2010-2011)[1]